# Pastranaia riojana
Pastranaia riojana är en insektsart som beskrevs av Orfila 1955. Pastranaia riojana ingår i släktet Pastranaia och familjen Nemopteridae. Inga underarter finns listade i Catalogue of Life.